# Place Valhubert
La place Valhubert est un carrefour de voies situé entre le quartier du Jardin-des-Plantes du 5e arrondissement de Paris et le quartier de la Salpêtrière dans le 13e arrondissement de Paris, sur la rive gauche (sud) de la Seine.

## Situation et accès
La place Valhubert est desservie par les lignes 5 et 10 à la station Gare d'Austerlitz et par le RER C à la gare de Paris-Austerlitz.

## Origine du nom
Cette place porte le nom du général de division Jean-Marie Valhubert (1764-1805), tué à la bataille d'Austerlitz.

## Historique

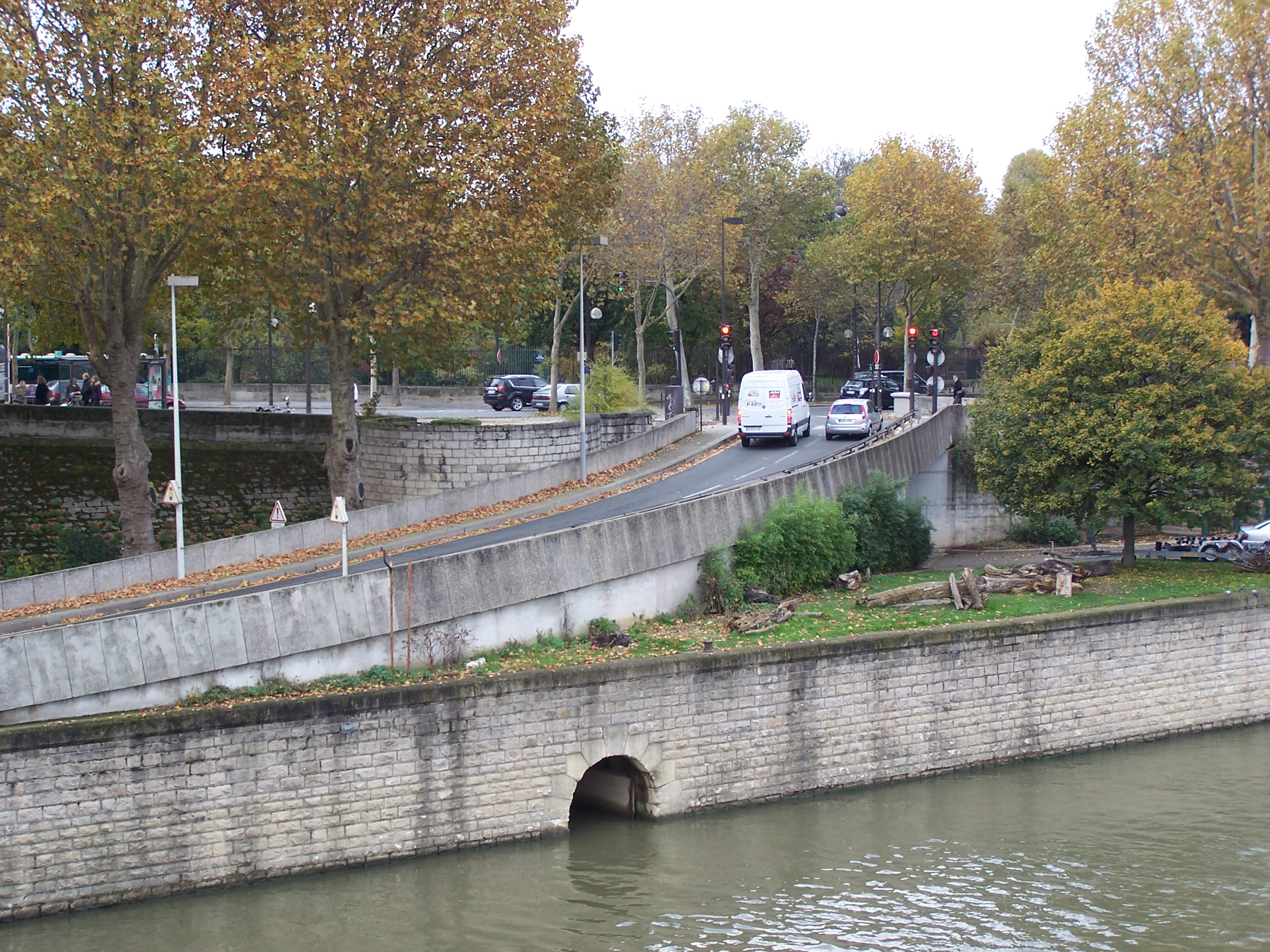
Confluence de la Bièvre dans la Seine au Port Saint-Bernard, sous la place Valhubert.

Sur les anciens plans de Paris (Félibien, Homann, Roussel, Turgot, Vaugondy, notamment), on voit une ébauche de cette place, alors sans nom, tantôt plus en amont, tantôt plus en aval que son emplacement actuel, qui correspond à la confluence de la Bièvre et de la Seine.
La place actuelle est réalisée, et porte le nom de « place du général-Valhubert », à la suite d'un décret de Napoléon Bonaparte du 14 février 1806. 
La place est construite sur un plan circulaire d'un rayon de 99 mètres pris à partir du centre de la Seine, obligeant ainsi à éloigner de la Seine la clôture et les pavillons d'accueil du Jardin des plantes.
Longtemps sans numéro, la place possède une numérotation depuis 1953 : les numéros 1 et 3 sont ceux de l'immeuble de bureaux vendu par la SNCF en 2006 (bâtiment dû à l'architecte Pierre-Louis Renaud, 1819-1897), les numéros 5 et 7 ceux des portails Est du Muséum national d'histoire naturelle.
En 1806, les autorités confièrent au sculpteur Pierre Cartellier la réalisation d'une statue « colossale » en marbre blanc de 4 mètres de hauteur, représentant le général Jean-Marie Valhubert. Il n'est pas sûr que la statue ait été jamais érigée sur la place ; en 1828, le roi Charles X la donna à Avranches, qui l'inaugura en 1832.
Le 16 octobre 1852, Louis Bonaparte, président de la République, revint d'un de ses voyages promotionnels de l'Empire commencés le 1er septembre précédent. Il s'agissait de celui qu'il avait effectué dans le Midi. Le premier arc de triomphe qui l'attendait à Paris était dressé place Valhubert, le second était boulevard Bourdon.

## Bâtiments remarquables et lieux de mémoire

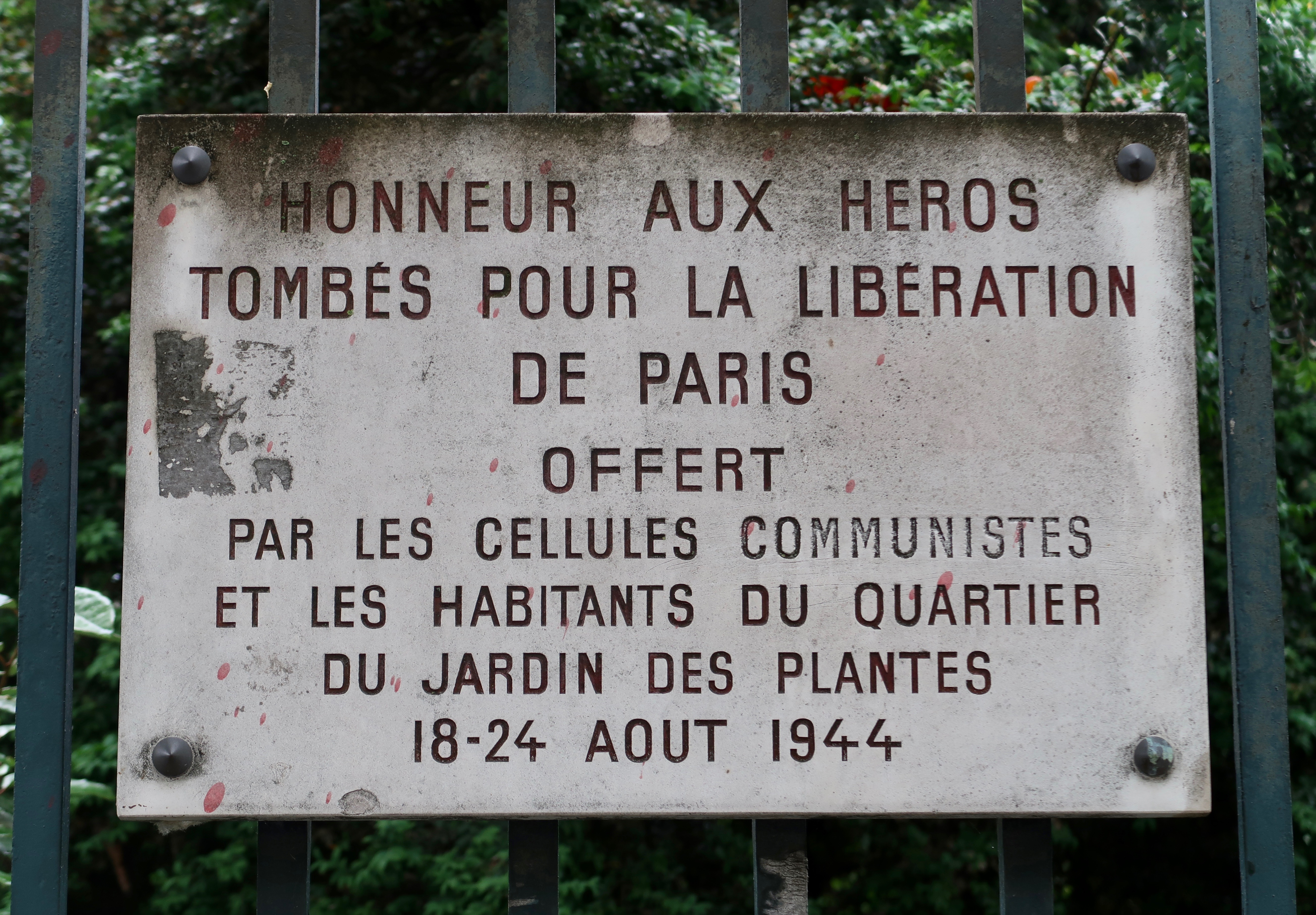
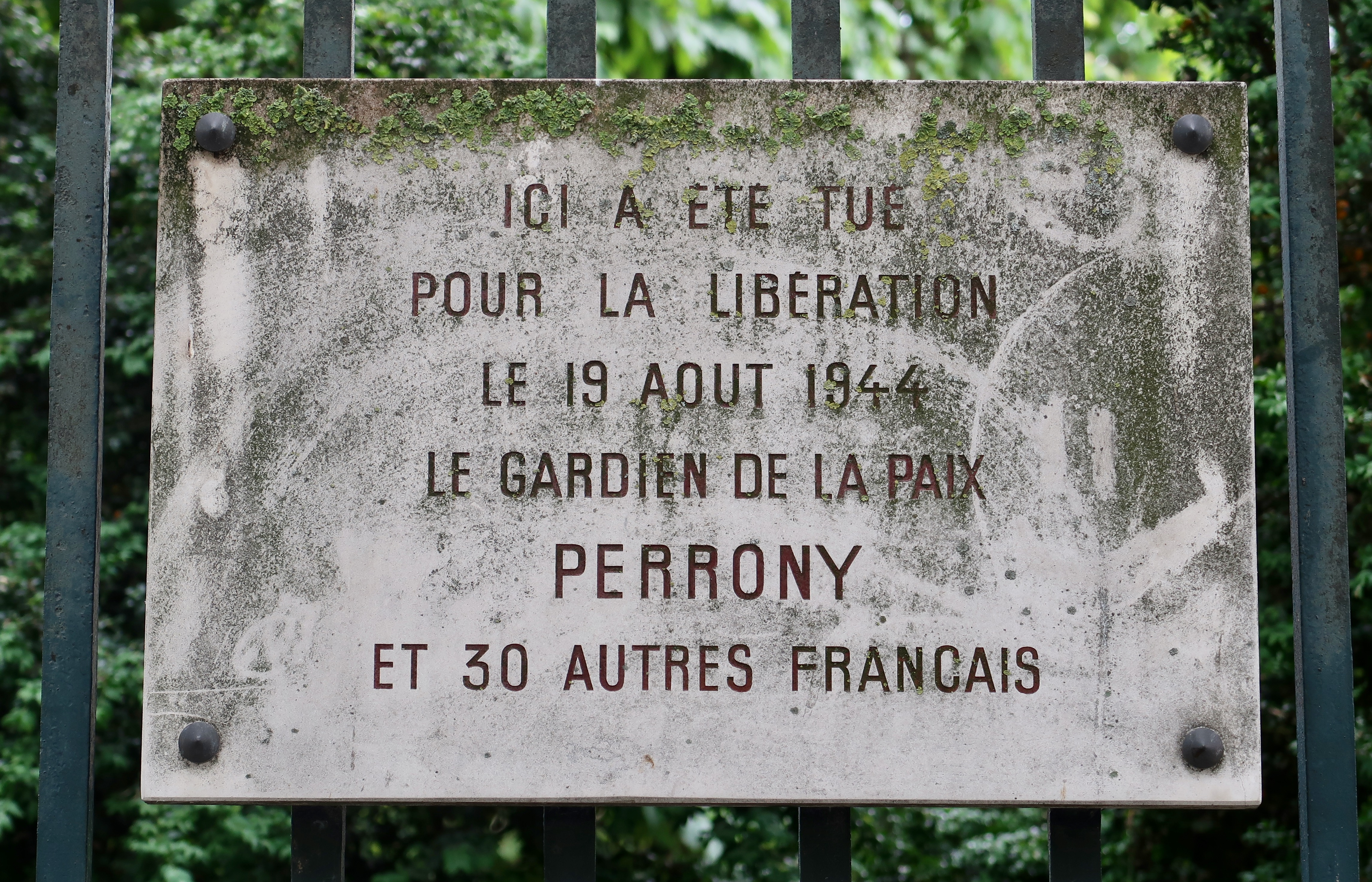

- La place Valhubert, qui donne directement sur le pont d'Austerlitz, constitue l'une des entrées principales du Muséum national d'histoire naturelle. Elle dessert notamment la galerie de Paléontologie du Muséum. Le jardin Tino-Rossi, construit le long de la Seine en contrebas, est également accessible depuis cette place.

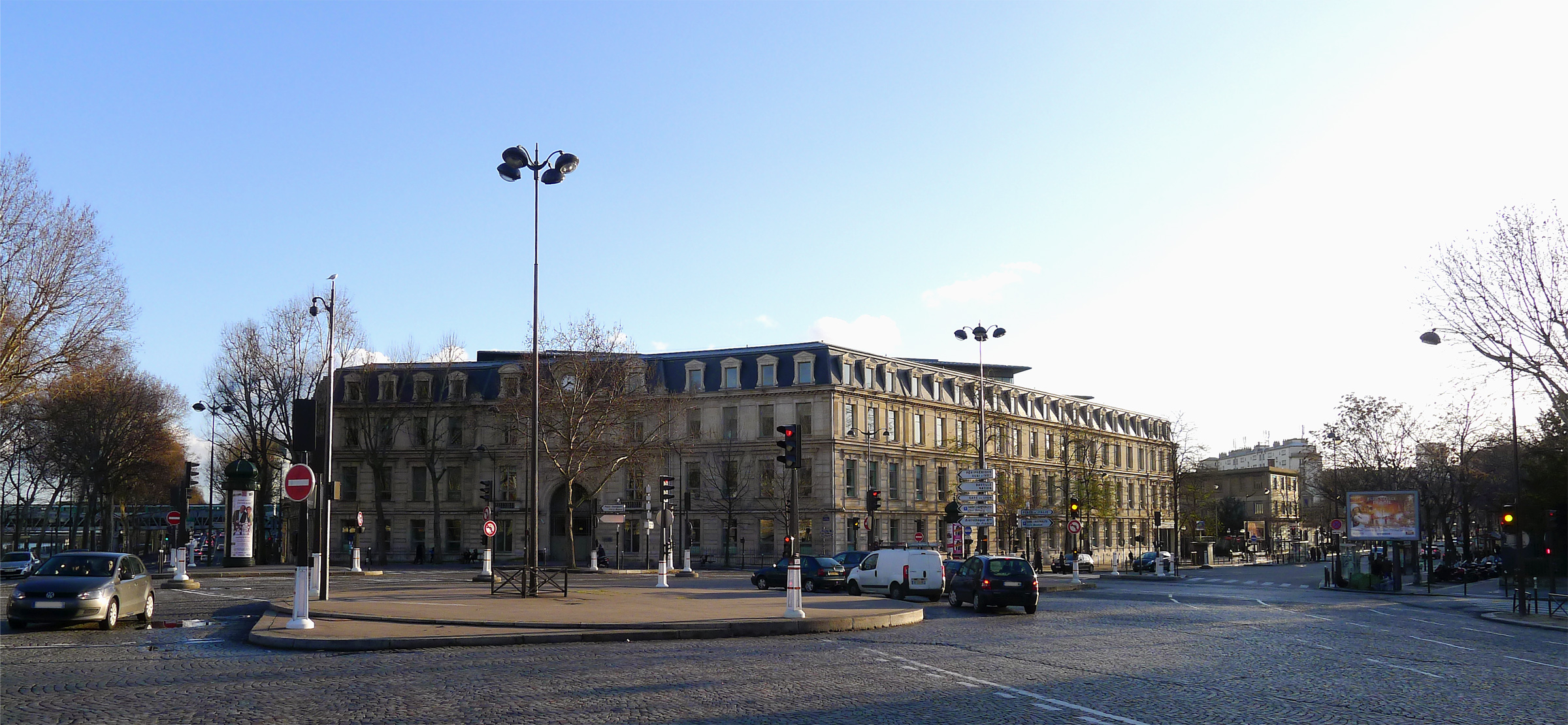
Place vue vers le côté du 13e arrondissement (gare d'Austerlitz).
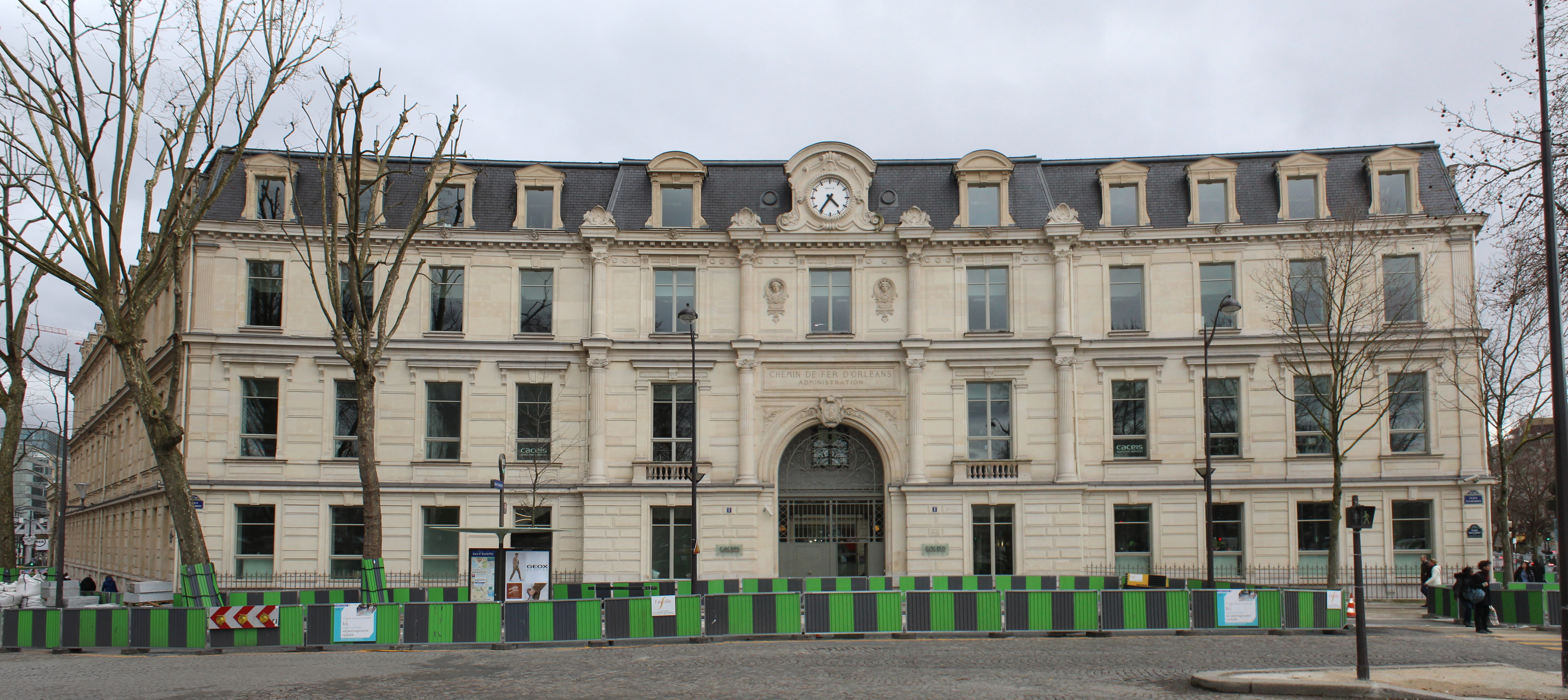
Bâtiment des chemins de fer d'Orléans aux nos 1-3.
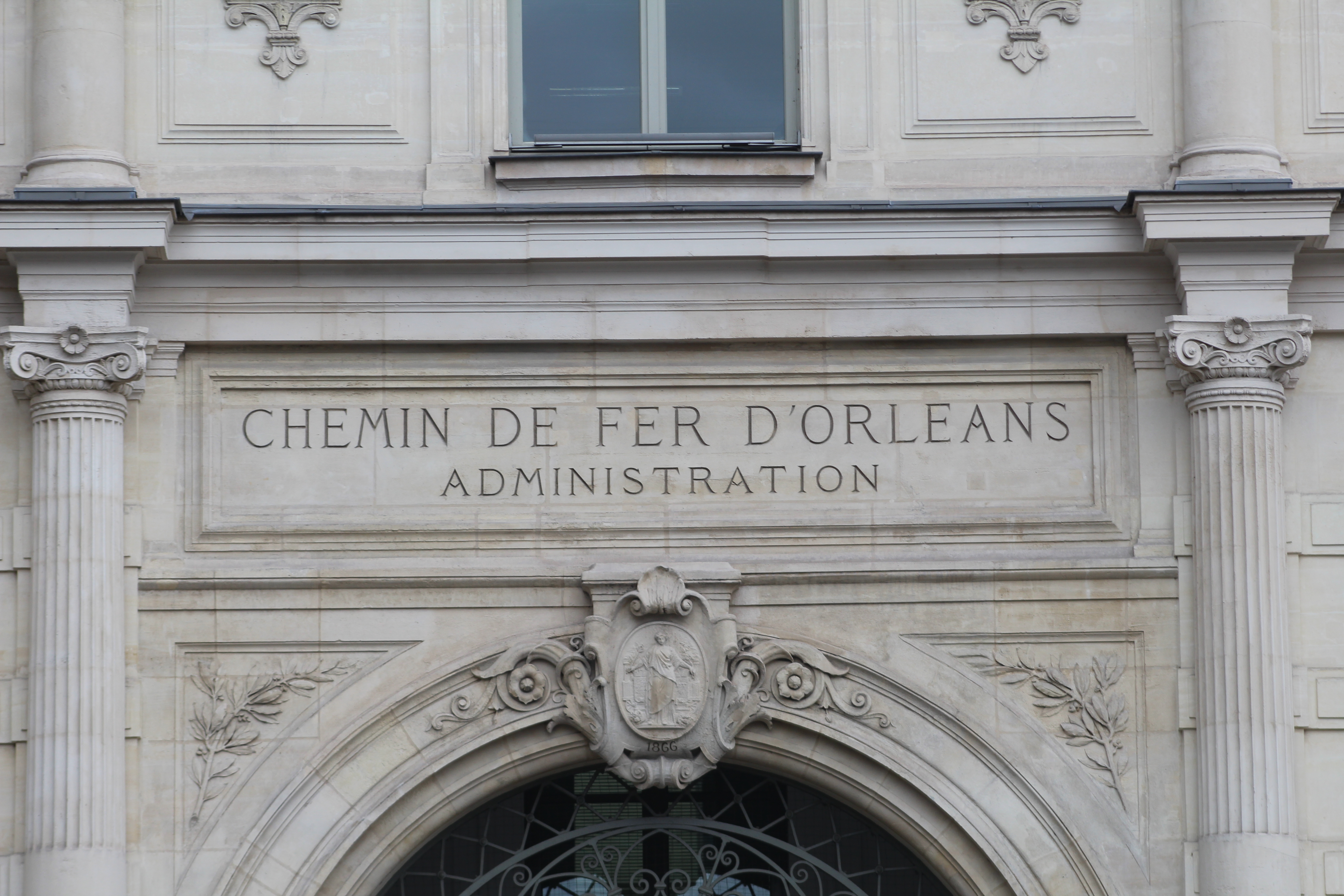
Détail de la façade.
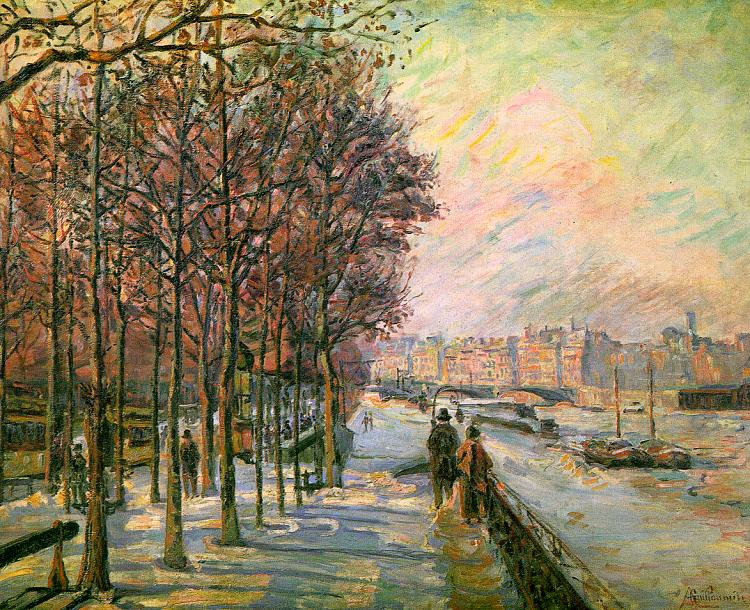
Peinture d'Armand Guillaumin au niveau des quais (actuel jardin Tino-Rossi).

Plaques en hommage aux morts de la Libération de Paris (1944), le long des grilles du jardin des Plantes